# 충의로 (부여 공주)
충의로(Chungui-ro)는 충청남도 부여군 구룡면 구봉리 먹고개삼거리와 공주시 신풍면 동원리 산정 교차로를 잇는 충청남도의 도로이다.

## 연혁
- 2009년 8월 25일 : 2개 이상 시·군에 걸쳐 있는 도로로 충의로를 고시[1]

## 주요 경유지
충청남도
- 부여군 (구룡면 · 규암면 · 은산면) - 청양군 (장평면 · 청남면 · 장평면 · 청남면 · 장평면 · 청남면 · 정산면) - 공주시 신풍면

## 노선
| 이름                       | 접속 노선                                                          | 소재지                    | 소재지                                          | 비고                                     |
| -------------------------- | ------------------------------------------------------------------ | ------------------------- | ----------------------------------------------- | ---------------------------------------- |
| 먹고개삼거리               | 국도 제40호선 (흥수로)                                             | 부여군                    | 구룡면                                          | 지방도 제723호선 구간                    |
| 수목교                     |                                                                    | 부여군                    | 규암면                                          | 지방도 제723호선 구간                    |
| 수목1 교차로               | 호반로                                                             | 부여군                    | 규암면                                          | 지방도 제723호선 구간                    |
| (이름 없음)                | 내대로                                                             | 부여군                    | 규암면                                          | 지방도 제723호선 구간                    |
| 은산 교차로                | 국도 제29호선 (은암로)                                             | 부여군                    | 은산면                                          | 지방도 제723호선 구간                    |
| 은산교                     |                                                                    | 부여군                    | 은산면                                          | 지방도 제723호선 구간                    |
| 은산사거리                 | 충절로                                                             | 부여군                    | 은산면                                          | 지방도 제723호선 구간                    |
| 은산중학교                 | 국도 제39호선 (은동로)                                             | 부여군                    | 은산면                                          | 국도 제39호선 구간 지방도 제723호선 구간 |
| 은산초등학교               |                                                                    | 부여군                    | 은산면                                          | 국도 제39호선 구간 지방도 제723호선 구간 |
| 구룡삼거리                 | 지천로 회곡저실로                                                  | 부여군                    | 은산면                                          | 국도 제39호선 구간 지방도 제723호선 구간 |
| 지천교                     |                                                                    | 부여군                    | 은산면                                          | 국도 제39호선 구간 지방도 제723호선 구간 |
|                            | 청양군                                                             | 장평면                    |                                                 | 국도 제39호선 구간 지방도 제723호선 구간 |
| (이름 없음)                | 청양군                                                             | 장평면                    | 지방도 제723호선 (화산로)                       | 국도 제39호선 구간 지방도 제723호선 구간 |
| 장평사거리                 | 청양군                                                             | 장평면                    | 지방도 제645호선 (까치내로)                     | 국도 제39호선 구간 지방도 제645호선 구간 |
| 중추교                     | 청양군                                                             | 장평면                    |                                                 | 국도 제39호선 구간 지방도 제645호선 구간 |
| 장평초등학교               | 청양군                                                             | 장평면                    | 지방도 제645호선 (금강변로)                     | 국도 제39호선 구간 지방도 제645호선 구간 |
| 미당사거리                 | 청양군                                                             | 장평면                    | 도림로                                          | 국도 제39호선 구간                       |
| 미당교                     | 청양군                                                             |                           | 청남면                                          | 국도 제39호선 구간                       |
| 학암교                     | 청양군                                                             |                           | 청남면                                          | 국도 제39호선 구간                       |
|                            | 청양군                                                             | 정산면                    |                                                 | 국도 제39호선 구간                       |
| 칠갑산 나들목 (학암삼거리) | 청양군                                                             | 151호선 서천공주고속도로  |                                                 | 국도 제39호선 구간                       |
| 신덕삼거리                 | 청양군                                                             | 새울길                    |                                                 | 국도 제39호선 구간                       |
| 정산삼거리                 | 청양군                                                             | 효자길                    |                                                 | 국도 제39호선 구간                       |
| 서정리사거리               | 청양군                                                             | 칠갑산로                  |                                                 | 국도 제39호선 구간                       |
| 서정삼거리                 | 청양군                                                             | 역말길                    |                                                 | 국도 제39호선 구간                       |
| (이름 없음)                | 청양군                                                             | 서정4길                   |                                                 | 국도 제39호선 구간                       |
| 해남교                     | 청양군                                                             |                           |                                                 | 국도 제39호선 구간                       |
| 정산 교차로                | 청양군                                                             | 국도 제36호선 (칠갑산1로) |                                                 | 국도 제39호선 구간                       |
| (이름 없음)                | 청양군                                                             | 면암로                    |                                                 | 국도 제39호선 구간                       |
| 송학1교 송학교             | 청양군                                                             |                           |                                                 | 국도 제39호선 구간                       |
| 솔티터널                   | 청양군                                                             |                           | 국도 제39호선 구간 연장 400m                    |                                          |
| 솔티터널                   |                                                                    | 공주시                    | 국도 제39호선 구간 연장 400m                    | 신풍면                                   |
| 삼청교                     |                                                                    | 공주시                    | 국도 제39호선 구간                              | 신풍면                                   |
| 청흥삼거리                 | 국가지원지방도 제96호선 (용수봉갑길)                               | 공주시                    | 국도 제39호선 구간 국가지원지방도 제96호선 구간 | 신풍면                                   |
| 청흥교                     |                                                                    | 공주시                    | 국도 제39호선 구간 국가지원지방도 제96호선 구간 | 신풍면                                   |
| 입동 교차로                | 국가지원지방도 제96호선 (용봉입동로) 지방도 제604호선 (대룡조평길) | 공주시                    | 국도 제39호선 구간 국가지원지방도 제96호선 구간 | 신풍면                                   |
| 입동교                     |                                                                    | 공주시                    | 국도 제39호선 구간                              | 신풍면                                   |
| 산정 교차로                | 국도 제32호선 국도 제39호선 (차동로)                               | 공주시                    | 국도 제39호선 구간                              | 신풍면                                   |